# Det Danske Mælke-Compagni
Det Danske Mælke-Compagni var et dansk aktiemejeriselskab på Nyelandsvej 25 (dengang Mælkevej 2-4) på Frederiksberg.
Det blev stiftet 5. september 1895, og bestyrelsen bestod da af højesteretssagfører Ludvig Arntzen, grosserer Christian Erichsen, professor, dr. med. Leopold Meyer og oberst E.J. Sommerfeldt. Selskabet havde erhvervet retten til at anvende "Casses system", dvs teknikker udviklet af ingeniør Fritz Casse til mejeribrug.
Det Danske Mælke-Compagni var i begyndelsen et mindre foretagende med en aktiekapital på kun 400.000 kr, men det udvidedes snart. I 1897 indgik man et samarbejde med mejeriet Enigheden, og man overtog flere mindre mejerier i begyndelsen af 1900-tallet, således mejeriet Pasteur i 1900, "De fire Herregårdes Mejeri" i Tåstrup i 1905 og "De samvirkendes Mejeri" i 1906.
I 1916 overtog Mælke-Compagniet Københavns Mælkeforsyning, og en ny mejeribygning, mejeri Solbjerg, tæt på Solbjerg bakke blev opført i 1925 ved arkitekt Thorvald Gundestrup. Den er senere revet ned. 
Med overtagelsen af Københavns Mælkeforsyning fulgte også en del mindre datterselskaber, således Mælkeriet i Tivoli, Hørsholm Mælkekompagni og Solbjerg Fløde-Is.
Fabrikant Carl Salomonsen overtog på et tidspunkt kontrollen med firmaet. Ved hans selvmord i 1942 arvede døtrene Elna Salomonsen gift Holm og Lillian Salomonsen gift von Kauffmann virksomheden. Ved Elna Holms død i 1952 blev Lillian von Kauffmann eneejer af mælkekompagniet.
Den 5. september 1967 åbnedes "Nordsjællands Mejeri", et på daværende tidspunkt topmoderne automatiseret mejeri, som overtog Hørsholm Mælkekompagnis funktioner i firmaet.
Mælkekompagniet blev i 1974 solgt af Lillian von Kauffmann til MD Foods.
I 1950 var højesteretssagfører Oskar Bondo Svane bestyrelsesformand og cand.polit. Sven Axel Abrahamsen adm. direktør.

## Eksterne henvisniner
- Wikimedia Commons har flere filer relateret til Det Danske Mælke-Compagni
- Danmarks ældste forretninger 1100-1911, Kraks Forlag 1950 Arkiveret 28. maj 2011 hos  Wayback Machine

55°40′58.92″N 12°31′46.81″Ø / 55.6830333°N 12.5296694°Ø